# Cruel Summer (film)
A Cruel Summer egy rövidfilm, amelyet Kanye West készített és a Cannes-i filmfesztiválon mutatták be.
A film bemutatására felépítettek egy piramis alakú pavilont, amelyet a DONDA, az OMA és a 2x4 cégek terveztek. A mozi terem hét képernyőből állt, három a nézők előtt, egy a földön, egy a plafonon és egy a nézőtér bal-, és jobboldalán. A Cruel Summert egyszerre több szemszögből forgatták, így tökéletesen megfelelt a piramisban való vetítésre. Ezt a stílust és technológiát azóta hétképernyős élménynek nevezik.
A filmet az azonos című album inspirálta, amelyet a GOOD Music lemezkiadó adott ki. A „rövidfilm és a művészet keveréke”-ként írták le, a Los Angeles Times azt mondta, hogy a „surround-sound minősége egy Michael Bay-filmet egy iPad rövidfilmhez tesz hasonlóvá.”

## Szinopszis
Rafi (Scott Mescudi) egy autók ellopásával foglalkozó bűnöző szerelmes lesz egy vak arab hercegnőbe, akinek apja (Ali Suliman) csak akkor engedi meg, hogy összeházasodjanak, ha teljesíteni tud három kihívást. Minimálisan arab népmesékre épül a történet, a végső kihívásban Rafinak meg kell gyógyítania a hercegnő vakságát.

## Háttér
West csapatának tagjai, Alex Rosenberg és Elon Rutberg 2012 januárjában utaztak Dubajba, Abu-Dzabiba és Dohába, Katarba, hogy elkezdjék az első előkészületeket. Itt kormánytagokkal, az ország vezetőivel és a királyi család tagjaival is találkoztak, hogy megszerezzék a pénzügyi támogatást és az engedélyeket.
Később kiderült, hogy a filmet csak Dohában fogják forgatni, amely Katar fővárosa. A projektet a Doha Film Institute-tal együtt készítették, amely egy kulturális szervezet, amelynek elnöke Al-Majássza bin Hamád bin Hálifa Al-Táni, aki a katari királyi család tagja és Tamím bin Hamád Al Táni emír testvére.
Sarah A., katari színésznő volt a női főszereplő a filmben, akinek ez volt az első szerepe. Az ország történetében még soha nem volt főszereplő egy katari nő egy filmben.
A filmet április közepén gyártották, mindössze egy hónappal a bemutatója előtt. Az utómunkálatokat New Yorkban végezték.
West a hétképernyős projektről azt mondta, hogy egy próbálkozás, hogy megváltoztassák a szórakoztatóipari élményeket. Mintha McQueen vagy Tarsem összeolvadt volna a Cirque du Soleil vagy Walt Disney szórakoztatói értékével.

## Fogadtatás
A Cruel Summert méltatták a kritikusok. A The Hollywood Reporter azt írta róla, hogy a film „úttörő” és megjegyezte, hogy „úgy tűnik Kanye West nem csak készíteni akart egy rövidfilmet, hanem teljesen meg akarja változtatni azt, ahogy a filmeket nézzük.” A Los Angeles Times azt írta, hogy szerepel benne „új zene Westtől és a lüktető surround-sound minőség, amely egy Michael Bay-filmet egy iPad rövidfilmhez tesz hasonlóvá. A Cruel Summert sok kamerával forgatták, így minden képernyő más perspektívában mutatja be az akciót.” A Rolling Stone szerint a filmnek nagyon jó a képvilága és méltatta West „jó vizuális érzékét.”